# تورادین، ویکتوریا
تورادین (به انگلیسی: Tooradin) یک منطقهٔ مسکونی در استرالیا است که در ویکتوریا (استرالیا) واقع شده‌است. این شهر در ۵۷ کیلومتری جنوب شرقی از مرکز تجاری ملبورن قرار دارد. ناحیه دولت محلی آن شهر کیسی است. در سرشماری سال ۲۰۱۶، تورادین جمعیتش برابر بود با ۱۵۶۸ نفر.